# Лиляна Бочева
Лиляна Бончева Бочева е известна българска хорова диригентка и музикална педагожка.
Дъщеря на Бончо Бочев и пряка продължителка на неговото дело. Като дългогодишна диригентка на хор „Бодра смяна“, тя обогатява репертоара му с творби на класически и съвременни чуждестранни автори, сред които „Stabat mater“ на Джовани Батиста Перголези, мадригали на Клаудио Монтеверди, „Коледни песни“, „Missa braevis in D“ на Бенджамин Бритън, произведения на Вельо Тормис, Золтан Кодай, а също на съвременни български автори – Иван Спасов, Красимир Кюркчийски и др.
Под диригентството на Лиляна Бочева хор „Бодра смяна“ се утвърждава като един от най-добрите български и световни детски хорове, осъществяват се много записи, издават се грамофонни плочи, изнасят се стотици престижни турнета зад граница. Нейна е идеята деца от хор „Бодра смяна“ да участват в оперни постановки на Софийската народна опера, както и осъществяването на съвместни проекти със симфонични оркестри.
Лиляна Бочева утвърждава хор „Бодра смяна“ като уникална музикална детско-педагогическа школа. Днес възпитаници на хор „Бодра смяна“ са изявени певци, музиканти, преподаватели по музика, критици, редактори.
Умира на 20 септември 2005 година в град София. Изпратена е от няколко поколения хористи на „Бодра смяна“ в Софийската църква „Свети Седмочисленици“.

## Памет
На Лиляна Бочева е наречена улица в квартал „Бенковски“ в София (Карта).
Лиляна Бочева е удостоена със званието „Почетен гражданин на София„. Посмъртно е удостоена с наградата „Златна лира“ на Съюза на музикалните и танцови дейци, Класик ФМ радио и Националния център за музика и танц към Министерството на културата.

## Филмография
- Малката (1958) - Зора, жената на Мирчо